# Осада Пусана (1592)
Осада Пусанджина, Осада Пусана (кор. 釜山鎭戰鬪, 부산진전투, яп. 釜山鎮の戦い, фудзантин-но татакаи) — битва, состоявшаяся 24 мая 1592 года между японскими и корейскими войсками за крепость Пусанджин городского округа Тоннэ (ныне Пусан) в начале Имдинской войны. Закончилась победой японцев, захват крепости завершён на следующий день.

## Предыстория
23 мая 1592 года, в полдень, авангард японских завоевателей прибыл на 400 легких лодках из Цусимы в Пусанскую бухту. Это была 1-я японская экспедиционная армия числом 18 700 воинов. Костяк войска составляли отряды командира армии Кониси Юкинаги (7000 человек). Кроме этого, в составе войска находились подразделения Со Ёситоси (5000 человек), Мацури Сигэнобу (3000 человек), Аримы Харунобу (2000 человек), Омуры Ёсиаки (1000 человек) и Гото Сумихару (700 человек). Большинство личного состава составляли пехотинцы-христиане из региона Кюсю, вооруженные аркебузами. Армия не десантировалась, а ожидала в порту. Японцы надеялись, что корейцы пропустят их без боя к китайской границе, поскольку главной целью похода было завоевание Китая, а не Кореи.
Тем временем, корейская сторона обнаружила приближение врага ещё утром. Командир Пусанского гарнизона 60-летний Чон Баль поднял тревогу, закрыл все ворота крепости и отдал приказ готовиться к обороне. Он также разослал гонцов в соседние форты, сообщая о появлении японцев. Корейский левый и правый флоты провинции Кёнсандо под командованием Пак Хона и Вон Гюна не решались атаковать японские силы на море, хотя и имели численное и техническое превосходство. Это была первая большая ошибка корейцев в войне.
В 19:30 японский командующий Со Ёситоси в сопровождении буддистского монаха Гэнсо, передал защитникам Пусана письмо, в котором требовал пропустить японскую армию без боя в Китай. Корейцы ответили молчанием, что было расценено как отказ. 24 мая, в 4:00, японская экспедиционная армия начала высаживаться на берег.

## Сражение
С целью прорвать линию обороны противника и закрепиться на южном побережье Корейского полуострова, японцы разделили свои силы. Было решено провести одновременные удары по нескольким корейским укреплениям: крепостям Пусанджин, Тадэджин (кор. 다대진성) в устье реки Нактонган и порту Сопхёнпхо (кор. 서평포, Seopyeongpo). Атаку первого пункта взял на себя Со Ёситоси, зять Кониси Юкинаги.
Вечером, 24 мая 1592 года, японские войска подступили к Пусанджину. Со Ёситоси в последний раз обратился к корейскому командиру Чон Балю с требованием сдаться, обещая не причинять вреда корейцам. Чон Баль ответил отказом, пояснив, что имеет приказ корейского правителя остановить натиск японских завоевателей.
25 мая, рано утром, японцы пошли на приступ Пусанджина. Корейский гарнизон оборонялся, пока не иссякли стрелы. Когда огонь японских аркебуз снёс всех защитников на стенах, завоеватели ворвались в Пусанджин. По словам тогдашнего участника штурма, японского воина Ёсино Дзингодзаэмона, город сровняли с землёй:
Мы видели людей, которые бежали и пытались спрятаться между домов; те, кто не мог спрятаться, выбегали к Восточным воротам и, сложа руки, кричали нам по-китайски «Мано! Мано!», вероятно, моля о пощаде. Несмотря на это, наши войска рвались вперед и рубили их, принося кровавые жертвы богу войны. Головы рубили у всех — и мужчин, и женщин, и даже собак с кошками

## Последствия
Бой закончился около 9:00, когда сопротивление корейцев было окончательно сломлено. По японским подсчётам, количество убитых защитников и жителей города составило 8500 человек. Около 200 мужчин и женщин попало в плен. Командир Пусанджинского гарнизона Чон Баль был убит. Рядом с ним нашли тело 18-летней наложницы Эхян, которая покончила с собой.
Узнав о падении Пусанджина, Пак Хон, командир левого флота провинции Кёнсандо, вместо того, чтобы атаковать японскую армаду с моря, потопил свой флот в водах морской базы Кичан. Сто крупных кораблей, среди которых было 50 судов класса пханоксон (판옥선) — четверть всего корейского флота — были пущены на дно, чтобы не достаться противнику. Сам Пак Хон бежал в Сеул, бросив на произвол судьбы офицеров и матросов. Последние также разбежались, следуя примеру командира.
Битва за Пусанджин показала полную неподготовленность Кореи к войне с Японией. Корейское оружие, доспехи, подготовка и тактика ведения боя значительно уступали японским. А корейский флот, который превосходил японский по всем показателям, не был даже введён в бой из-за крайне низкого боевого духа командования. В результате Пусанджин был захвачен врагом и превращён им в главную базу японских войск в Корее, связной пункт между Корейским полуостровом и Японией.